# Mar de Åland

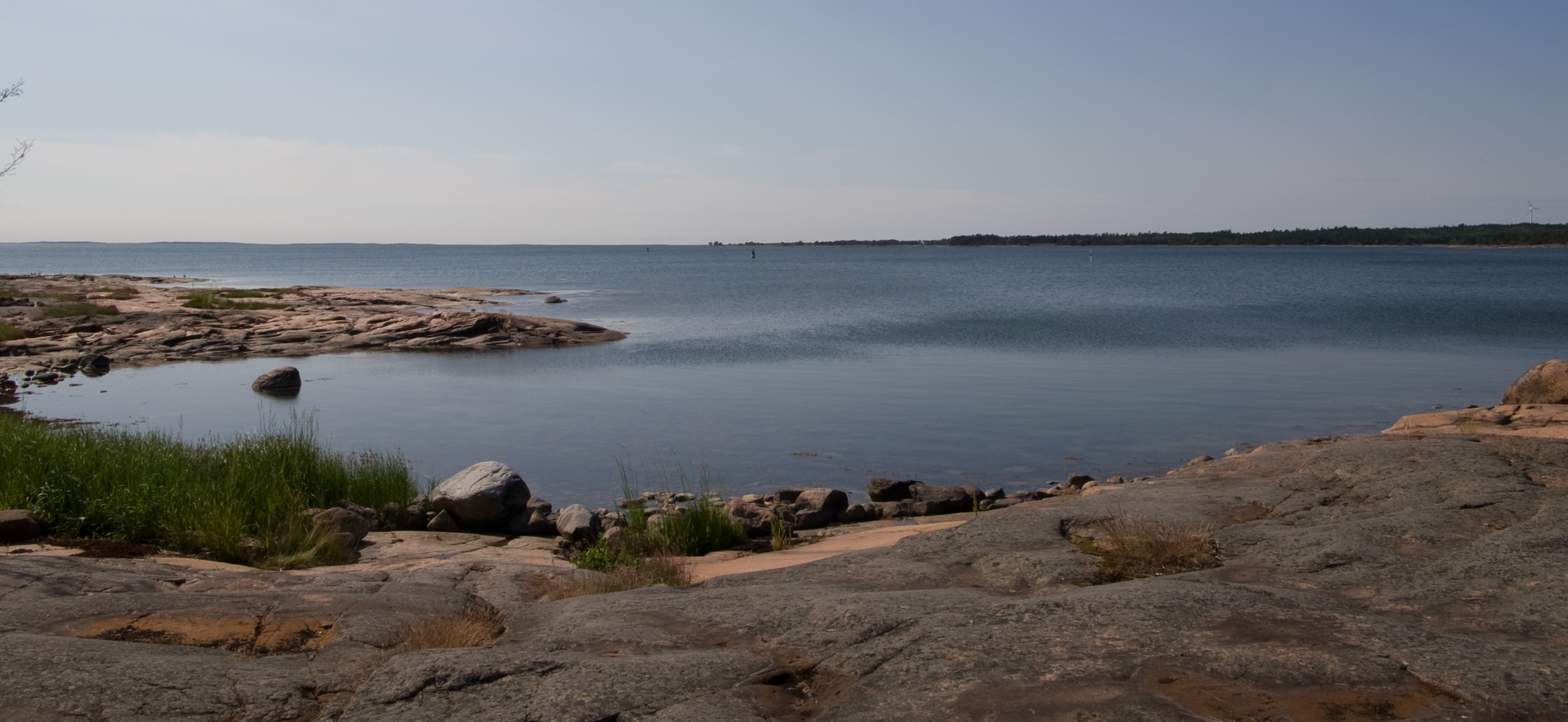
O mar de Åland, visto da ilha de Eckerö

O mar de Åland é uma área marítima no sul do golfo de Bótnia, no mar Báltico. Está localizado entre Åland e o continente sueco, no alto com a hinterlândia. Ele conecta consequentemente o estreito de Kvarken e o mar Bothniano com o mar Báltico. A maior profundidade do mar de Åland é de 301 metros.

Sobre o mar de Åland há tráfego de ferryboats entre o porto de Kapellskär na Suécia e os portos de Mariehamn, na Åland, e de Turku, na Finlândia. Já durante a década de 1960 havia tráfego de grandes barcas, chamadas de "barcas de Åland" entre as águas de Kapellskär e Mariehamn.

## Partes do mar Báltico

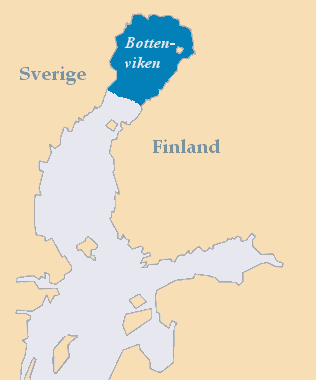
Bottenviken Baía de Bótnia
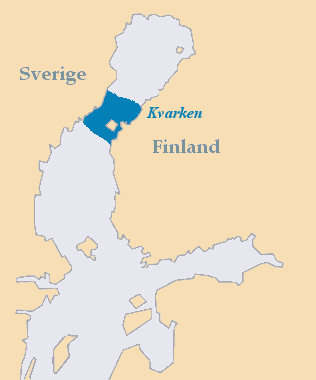
Norra Kvarken Kvarken do Norte
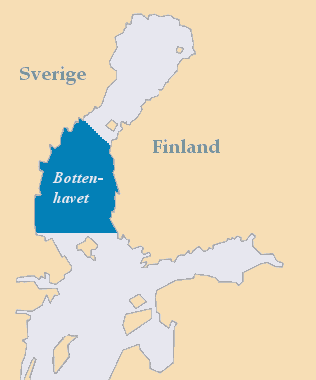
Bottenhavet Mar de Bótnia
- Södra kvarkenKvarken do SulSödra kvarken
Kvarken do Sul
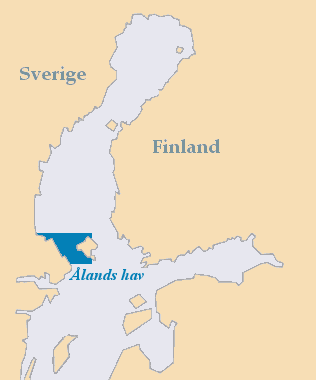
Ålands hav Mar de Åland
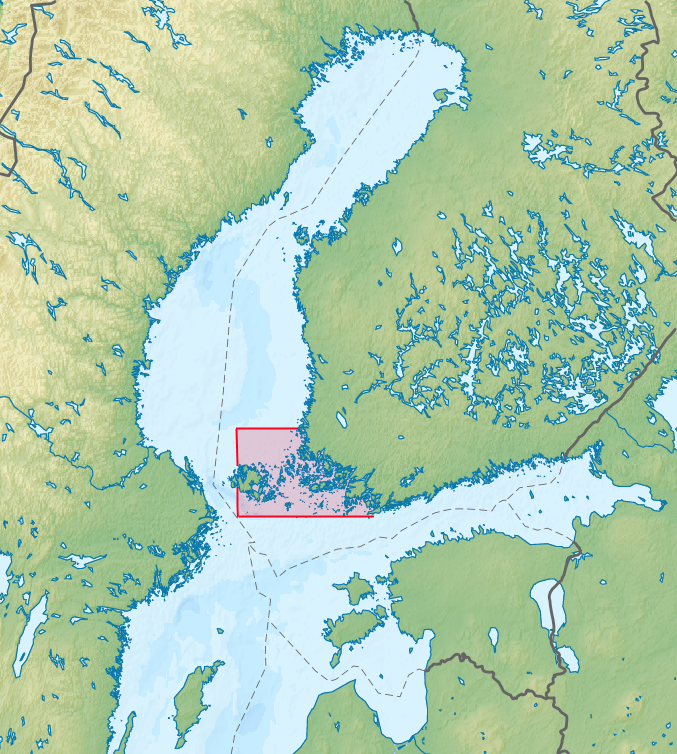
Skärgårdshavet Mar do Arquipélago
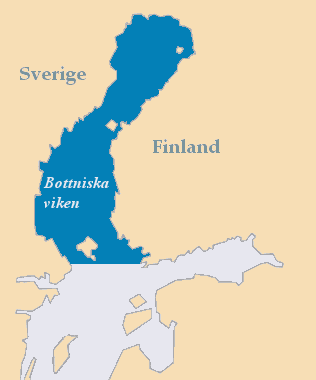
Bottniska viken Golfo de Bótnia
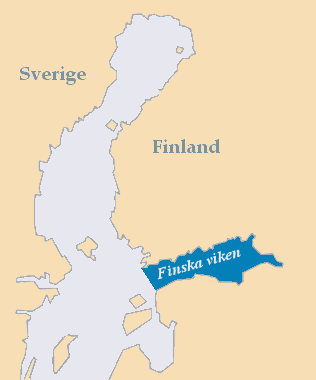
Finska viken Golfo da Finlândia
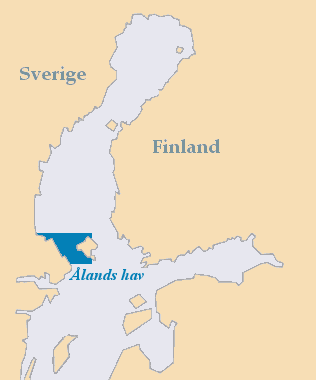
Ålands hav Mar de Åland